# Er Sie Ich
Er Sie Ich ist ein deutscher Dokumentarfilm aus dem Jahr 2017. Regie führte Carlotta Kittel, die hauptberuflich als Filmeditorin arbeitet. Der Film entstand im Rahmen ihres Meisterschülerstudiums an der Filmuniversität Babelsberg Konrad Wolf. Die Uraufführung erfolgte am 24. Januar 2017 im Wettbewerb Dokumentarfilm des 38. Filmfestivals Max Ophüls Preis in Saarbrücken. Am 8. März 2018 kam der Film deutschlandweit ins Kino.

## Handlung
Zwei Menschen, zwei Wahrnehmungen, zwei Erinnerungswelten. Liebten sich Angela und Christian? Waren sie fest zusammen? Welche Erwartungen hatten sie aneinander? Auf alle Fragen gibt es zwei widersprüchliche Antworten. Fest steht: Die beiden lernten sich 1986 in Berlin kennen. Als Angela schwanger wurde und sich für das Kind entschied, brach der Kontakt ab. Seitdem haben sie nie darüber gesprochen, was damals passiert ist. 25 Jahre später stellt die Tochter eine Kamera auf. Sie interviewt Christian, sie interviewt Angela. Dann spielt sie ihnen die Aufnahmen des jeweils anderen vor. Und plötzlich entsteht eine Dynamik zwischen den beiden Eltern, ohne dass sie sich tatsächlich begegnen. Das Vergangene wird im Spiegel des Hier und Jetzt neu aufgerollt. Zwischen die gefühlten Wahrheiten mischen sich wahre Gefühle. ER SIE ICH ist ein Film über die Macht, die eigene Geschichte zu erzählen, und die Machtlosigkeit, eine zweite Version dieser Geschichte zu verhindern. Ein Gespräch, das nie geführt wurde.

## Festivals

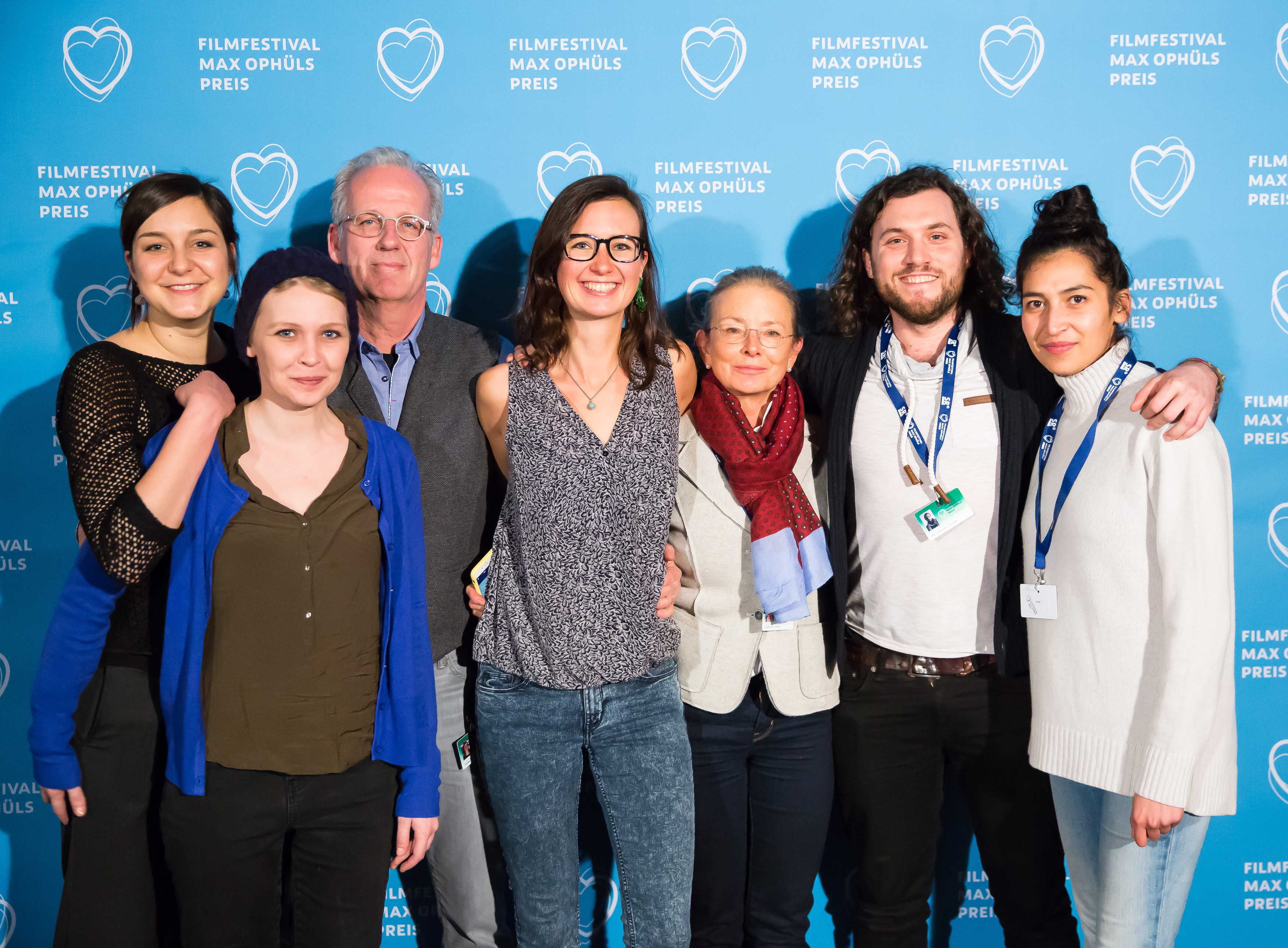
Filmfestival Max Ophüls Preis. Das Filmteam mit den beiden Protagonisten bei der Premiere des Filmes beim 38. Filmfestival, 2017

- Filmfestival Max Ophüls Preis, Wettbewerb Dokumentarfilm, Saarbrücken, 2017
- Nonfiktionale – Festival des dokumentarischen Films, Wettbewerb, Bad Aibling, 2017
- Achtung Berlin – new berlin film award, Wettbewerb Dokumentarfilm Made in Berlin-Brandenburg, Berlin, 2017
- Dokumentarfilmwoche Hamburg, Hamburg, 2017
- DOK.fest München, Wettbewerb Student Award, München, 2017
- dokfilmwoche – Dokumentarfilmwoche in Kreuzberg Berlin, 2017
- Antenna Documentary Film Festival, Panorama, Sydney, Australien, 2017
- Astra Film Festival (Sibiu International Documentary Film Festival), Wettbewerb Doc School, Sibiu, Rumänien, 2017
- DOC LA, Wettbewerb Best Student Film, Los Angeles, USA, 2017. Ausgezeichnet mit "Gold"[1]
- Über Kurz oder Lang, Murnau, 2017
- JETZT ODER NIE – Filmtage Friedrichshafen, Friedrichshafen, 2018

## Preise
- Preis der Ökumenischen Jury beim achtung berlin – new berlin film award, 2017
- Lobende Erwähnung der Dokumentarfilmjury beim achtung berlin – new berlin film award, 2017
- Best Student Film Gold beim Filmfestival Doc L.A., 2017
- Shortlist Student Award beim DOK.fest München & ausgewählt für DOK.tour Bayern, 2017